# Пазарна стойност
Пазарната стойност е оценената сума, срещу която даден актив или пасив може да смени собственика си към датата на оценката чрез сделка при пазарни условия между желаещ купувач и желаещ продавач, след подходящ маркетинг, при което всяка от страните е действала информирано, благоразумно и без принуда.
Понятието за „стойност“ ясно трябва да се различава от понятията за „цена“ и „себестойност“.
- Цената е сумата, която се иска, предлага или заплаща за даден актив. Поради финансовите възможности, мотивите или специалните интереси на определен продавач или купувач, в някои случаи платената цена е различна от стойността, която активът може да има за други лица. Цената е историческо понятие. Това е фактическата сума на състояла се сделка. Пазарната стойност и цената биха били равни помежду си само в условията на съвършен пазар.
- Себестойност е сумата, необходима за придобиване или създаване на актив. Когато активът вече е придобит или създаден, неговата себестойност е факт. Цената е свързана със себестойността, тъй като цената, платена за даден актив, представлява себестойността на този актив за купувача. Разходите за създаване на даден актив не винаги имат пряка връзка с тяхната полезност, поради което същите не са синоним на понятията „стойност“ и „цена“. В този смисъл, в зависимост от това, доколкото пазарът ще приеме извършените разходи за целесъобразни, дотолкова същите ще вземат участие при формиране на стойността на даден актив.

## Бази (стандарти) на стойността
База на стойността е декларация за основните измервателни допускания при оценката. (съгласно „Международни стандарти за оценяване“).
Базата (стандартът) на стойността представлява концептуално предположение, въз основа на което се определя стойността на оценяван актив.
Базата (стандартът) на стойността може да попада в една от следните три основни категории:
- Първата показва най-вероятната цена, която може да се постигне при размяна в условията на свободен и отворен пазар. Пазарната стойност, както е дефинирана в началото, попада в тази категория.
- Втората показва ползите, които дадено лице и организация получава от притежаването на актива. Тази стойност е специфична за лицето или организацията и може да не се отнася за участниците на пазара по принцип. В тази категория попадат „инвестиционната стойност“ и „специалната стойност“.
- Третата показва цената, която две конкретни страни могат да договорят разумно за размяна на актива. Въпреки че страните могат да не са свързани и преговорят от пазарни позиции, не е задължително активът да е експониран на пазара и договорената цена може да отразява конкретни предимства или неблагоприятни последици от притежаването на актива за участващите страни, а не за пазара като цяло. В тази категория попада „справедливата стойност“.

## Концептуална рамка на дефиницията на „пазарна стойност“
Дефиницията на пазарна стойност следва да се прилага в съответствие със следната концептуална рамка:
- „оценената сума“ е цената в парично изражение, която е платима за актива в сделка при пазарни условия. Пазарната стойност е най-вероятната цена, която разумно може да се постигне на пазара към датата на оценката, спазвайки дефиницията за пазарна стойност. Това е най-добрата цена, разумно постижима от продавача и най-изгодната цена, разумно постижима от купувача. Тази оценена цена изрично изключва завишения или занижения поради специални условия или обстоятелства, като нетипично финансиране, разпродажба и споразумения за обратно наемане, специални възнаграждения или отстъпки предоставяни от всяко лице, свързано с продажбата, или всякакви елементи на специална стойност;
- „даден актив може да смени собственика си“ се отнася до обстоятелството, че стойността на актива е оценена сума, а не предварително определена сума или реална продажна цена. Това е цена при сделка, която отговаря на всички елементи от дефиницията на пазарна стойност на датата на оценката;
- „към датата на оценката“ изисква стойността да е позиционирана във времето – към определена дата. Тъй като пазарите и пазарните условия могат да се променят, към някоя друга дата оценената стойност може да е некоректна или неподходяща. Оценената сума отразява реалното състояние и обстоятелства на пазара към ефективната дата на оценката, а не към минала или бъдеща дата. За целите на дефиницията се приема също така, че смяната на собственика и подписването на договора за продажба се извършват едновременно, без отклонения в цената, каквито реално може да има;
- „между желаещ купувач“ се отнася до лице, което е мотивирано, но не и принудено да купи. Такъв купувач не е нито нетърпелив, нито решен да купи на всяка цена. Този купувач също така купува съобразно реалностите на текущия пазар и текущите очаквания за пазара, а не според въображаем или хипотетичен пазар, чието съществуване не може да бъде доказано или очаквано. Предполагаемият купувач няма да плати цена по-висока от тази, която иска пазарът. Сегашният собственик е сред тези, които съставляват „пазара“;
- “и желаещ продавач“, тоест не прекалено нетърпелив или изпаднал в принуда продавач, готов да продаде на всяка цена, нито готов да задържа продажбата до постигане на цена, считана за нереалистична при текущия пазар. Желаещият продавач е мотивиран да продаде актива при пазарни условия при най-добрата цена, която може да се постигне при открит пазар след подходящ маркетинг, каквато и да е тази цена. Фактическите обстоятелства на реалния собственик не са част от неговите съображения, тъй като желаещият продавач е хипотетичен собственик;
- „чрез сделка при пазарни условия“ означава сделка между страни, които нямат особена или специална връзка – например компаниямайка и дъщерни компании или собственик и наемател – която би направила ценовото равнище нетипично за пазара или завишено поради елемент на специална стойност. Приема се, че сделката по пазарна стойност е между несвързани лица, всяко от които действа независимо;
- „след подходящ маркетинг“ означава, че активът е бил експониран на пазара по най-подходящия начин, за да бъде продаден на най-добрата цена, разумно постижима в съответствие с определението на пазарна стойност. Приема се, че начинът за извършване на продажбата е най-подходящ с оглед получаването на най-добрата цена на пазара, до който продавачът има достъп. Времето на експониране не е строго определен период, а варира според вида на актива и пазарните условия. Единственият критерий е този, че следва да е осигурено достатъчно време, за да може активът да стигне до вниманието на подходящ брой участници на пазара. Периодът на експониране е преди датата на оценката;
- „при което всяка от страните е действала информирано, благоразумно“, т.е. приема се, че желаещият купувач и желаещият продавач са информирани в разумна степен за вида и характеристиките на актива, реалните и потенциални начини за използване на актива и състоянието на пазара към датата на оценката. Приема се също така, че всеки от тях използва тази информация благоразумно, за да постигне цена, която е най-изгодна за неговата позиция в сделката. Благоразумието се оценява на база състоянието на пазара към датата на оценката, а не от поблагоприятната позиция на по-късна дата, при която имаме поглед върху минали събития;
- „и без принуда“ изисква всяка страна да е мотивирана за встъпване на сделката, но без да е принудена или изнудена да я осъществи.

Концепцията за пазарна стойност предполага цена, договорена на открит и конкурентен пазар, където участниците действат свободно. Пазарът за даден актив може да е международен или местен. Пазарът може да се състои от множество купувачи и продавачи, или да се характеризира с ограничен брой участници. Пазарът, на който активът се експонира за продажба, е нормалният пазар за търговия с такива активи.
Пазарната стойност на актива отразява неговата най-пълноценна и най-добра употреба. Най-пълноценната и най-добра употреба е тази, при която активът постига своята максимална производителност и която е възможна, правно допустима и финансово реализуема. Най-пълноценната и най-добра употреба може да е продължение на съществуващото използване на актива или алтернативно използване. Тя се определя от употребата, която участникът на пазара би имал предвид за този актив при определяне на цената, която е готов да предложи.
Най-пълноценната и най-добра употреба на актив оценяван самостоятелно може да е различна от най-пълноценната и най-добра употреба на актива като част от група, когато трябва да се отчете приносът на този актив към общата стойност на групата.
При определянето на най-пълноценната и най-добра употреба следва да се вземе предвид следното:
- за да се установи дали употребата е възможна, трябва да се прецени какво би се считало за разумно от участниците на пазара,
- за да се спази изискването за правна допустимост, необходимо е да се вземат предвид всички нормативни ограничения за използването на актива, например устройственото предназначение на територията,
- изискването за финансова реализуемост налага да се прецени дали едно алтернативно използване, което е физически възможно и правно допустимо, може да донесе достатъчна възвръщаемост за един типичен участник на пазара, над възвръщаемостта при съществуващата употреба, след като се вземат предвид разходите по преустройство за такова използване.

Пазарната стойност е оценената цена за размяна на актива без оглед на разходите на продавача по продажбата и разходите на купувача по покупката, и без корекция за данъците платими от едната или другата страна като пряко следствие от сделката.